# Hrapava ljuskavica
Hrapava ljuskavica (lat. Pholiota squarrosa) je nejestiva gljiva iz porodice Strophariaceae. Česta je u Sjevernoj Americi i Europi, često je oportunistički parazit i ima široku paletu domaćina među listopadnim drvećem, iako može zaraziti i četinjače. Može živjeti i kao saprobij, dobivajući hranjive sastojke iz drva koje se raspada. Gljiva se obično nalazi u grozdovima u podnožju drveća i panjeva.

## Opis
- Klobuk hrapave ljuskavice je širok od 5 do 12 centimetara, najprije konveksan, zatim raširen i malo tupo ispupčen, mesnat i tvrd, oker ili svijetlonarančast, uvijek suh, rub je uvijek uvinut i resast; cijeli klobuk je prekriven priraslim čehama (ljuskama) smeđecrvenkaste boje.
- Listići su gusti, uski, pričvršćeni za stručak ili lagano silaze po stručku, najprije blijedožućkasto maslinasti kasnije žutosmeđi.
- Stručak je visok od 5 do 12 centimetara, najprije pun pa šupalj, cilindričan, prema dnu nešto tanji, iznad prstena je gladak i blijedožućkast; ispod prstenka je ljuskast kao i klobuk, izgleda nakostriješeno; prstenak je s gornje strane bijel i gladak, a s donje je smeđ i čehast; na rubu je resast.
- Meso je tvrdo, blijedožućkasto, prema dnu stručka je tamnije; mirisom i okusom podsjeća manje-više na hren.
- Spore su glatke, blijedožućkasto smeđe, valjkasto eliptične, 6 – 8 x 3,5 – 5 μm; otrusina je smeđecrvenkasta.

## Kemijske reakcije
Meso sa željeznim sulfatom odmah postaje tamnozeleno, dok s kalijevom lužinom postaje smeđe.

## Stanište
Hrapava ljuskavica raste u jesen busenasto na još živim panjevima bjelogoričnog i crnogoričnog drveća ili prividno na tlu.   

## Upotrebljivost
Hrapava ljuskavica nije jestiva zbog neugodnog okusa i zadaha.

## Sličnosti
Hrapavoj ljuskavici prilično liči nejestiv oblik vrste Pholiota subsquarrosa Fr., koja raste isključivo ispod crnogoričnog drveća. Nejestiva vrsta Pholiota squarrosoadiposa Lange također mnogo podsjeća na hrapavu ljuskavicu, međutim, njen je klobuk viskozan, po čemu se bitno razlikuje. Potrebno je spomenuti i nejestivu vrstu Pholiota aurivella (Batsch. ex Fr.) Kummer koja je također slična hrapavoj ljuskavici, a razlikuje se po sjajnom i viskoznom klobuku čije su ljuščice rijetke, rđaste boje i priljubljene uz površinu žutog klobuka. 

## Vanjske poveznice
|  | Zajednički poslužitelj ima stranicu o temi Pholiota squarrosa    |
|  | Zajednički poslužitelj ima još gradiva o temi Pholiota squarrosa |
|  | Wikivrste imaju podatke o taksonu Pholiota squarrosa             |